# Cuestión moral: si el chocolate quebranta el ayuno eclesiástico
Cuestión moral. Si el chocolate quebranta el ayuno eclesiástico (también conocido como Qvestion moral. Si el Chocolate quebranta el ayuno Eclesiastico. Tratase de otras bebidas i confecciones que vsan en varias Provincias [...]) es una obra escrita por el historiador Antonio de León Pinelo, editada en Madrid y publicada en 1636 que aborda las implicaciones del consumo de chocolate y las controversias surgidas a partir de su popularización en la sociedad europea de principios del siglo XVII.

## Historia
Esta obra se contextualiza durante el siglo XVII, cuando el chocolate se convirtió en una bebida muy común en España. La bebida se popularizó entre los religiosos de Nueva España y con el tiempo se introdujo en los estratos más altos de la sociedad europea. Había desacuerdos entre las esferas eclesiásticas por el supuesto poder excitante que generaba en quienes lo ingerían, por lo que en 1681 se prohibió el consumo de chocolate en las iglesias.
Antonio de León Pinelo, viajero experimentado e historiador respetado de la época, decidió compartir en un libro sus conocimientos sobre el chocolate con los interesados en el tema. En el título original de la obra se reflejan las ideas que se tenían de esta bebida a principios del siglo XVII: tentaciones, fantasías y temores relacionados con el chocolate. El autor expone diferentes miradas sobre el chocolate como objeto de deseo, incluyendo las ideas de teólogos y moralistas.  

## Tema

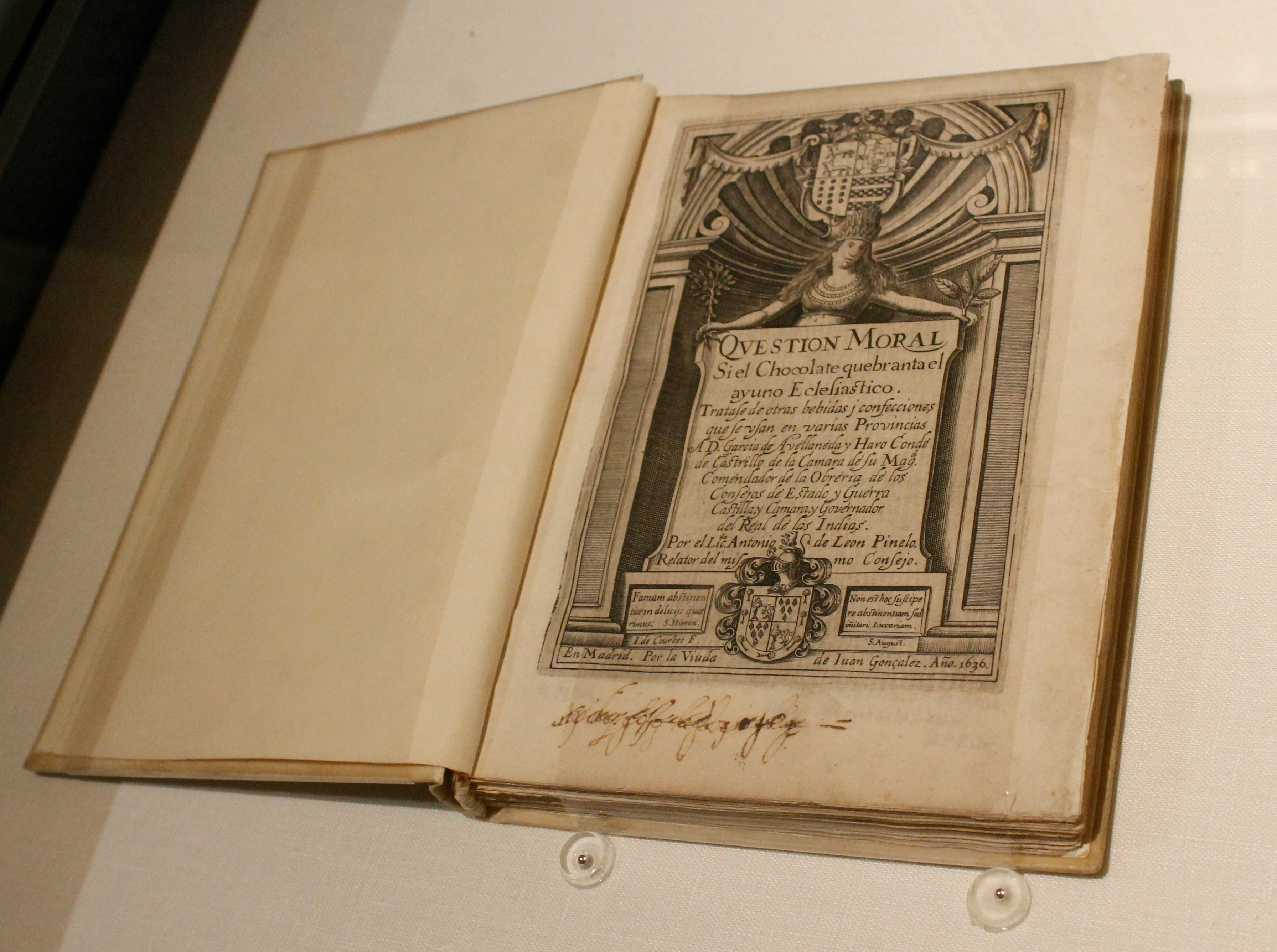
Cuestión Moral. Si el chocolate quebranta el ayuno eclesiástico, como está expuesto en el Museo Soumaya

La obra de Pinelo explora el papel que jugó la bebida del chocolate dentro de la sociedad hispánica de la época. A propósito, el historiador Antonio Rubial García señala que:

Al entrar Europa en contacto con América, miles de cuestiones saltaron a la palestra de la teología, de la ciencia y de la filosofía. Ante el ser americano dos posiciones entraron en disputa. Los detractores consideraban todo lo americano como decadente, putrefacto, imperfecto; contra ellos, los defensores exaltaban sus bellezas y bonanza, su fertilidad y sus virtudes. El chocolate, producto americano, no escapó a esta magna discusión y los argumentos sobre los perjuicios que su ingestión ocasionaba a la salud se convirtieron en un tópico más acerca de los males que venían de América.
Antonio Rubial García

Pinelo señala que el chocolate fue una bebida descubierta por los indígenas prehispánicos, reservada de manera exclusiva para nobles y sacerdotes, quienes la utilizaban con fines rituales. En contraparte, cuando los españoles adoptaron la bebida, su preparación se vio modificada al añadirle productos como azúcar, vainilla y canela, en sustitución al empleo tradicional del chile. Además, su consumo se extendió a otros estratos sociales.
Del mismo modo, su ingesta se convirtió en un mecanismo de socialización y festividad, al grado de tener que implementarse su prohibición dentro de los conventos carmelitas, debido a que se consideraba contraria a las normas de la vida monástica. Al respecto, comenta Gras Casanovas:

La mala prensa que en algunos círculos llegó a tener la bebida indiana provenía de atribuirle una calidad y una exquisitez extraordinaria, al punto de llegar a conjeturar que un manjar tan regalado, forzosamente debía ser pecado, y que se encontraba en las antípodas del rigor y el ascetismo que debía perseguir todo buen cristiano.
M. Mercè Gras Casanovas